# Lista miniștrilor afacerilor externe în anul 2019
Lista miniștrilor afacerilor externe în anul 2019 se bazează pe Lista statelor lumii și pe Lista de teritorii dependente, așa cum sunt ele cunoscute de la 1 ianuarie 2019 pâna la 31 decembrie 2019.
Gruparea acestora s-a făcut pe baza statutului entitătii pe care o reprezintă după cim urmează State independente recunoscute cvasigeneral, State independente recunoscute parțial de comunitatea internațională, State independente nerecunoscute, Entități cu statut apropiat de cel de stat, Diviziuni administrative autonome,  Territorii nesuverane, autonome sau cu administrație specială și Guverne alternative și / sau în exil.
Ministrul afacerilor externe (numele oficial al funcției poate diferi de la stat la stat conform uzanțelor naționale) este acel membru al guvenului însărcinat cu aplicarea politicii externe a statului și asigurarea relațiilor cu alte state și organizații internaționale cu responsabilități executive. Un ministru al afacerilor externe poate asigura uneori și alte portofolii în cadrul unui guvern. Deoarece aceste portofolii nu prezintă interes pentru această listă, ele nu au fost prezentate.
Pot avea miniștri de externe și teritoriile autonome, fie ele diviziuni administrative sau teritorii dependente.

## State independente recunoscute cvasigeneral
| Statul                                   | Funcția | Numele                                                                                         | Începând cu                          |
| ---------------------------------------- | --- | ---------------------------------------------------------------------------------------------- | ------------------------------------ |
| Afganistan                               | Miniștri ai afacerilor externe (succesivi)                                                                                      | Idrees Zaman (interimar)                                                                       | 30 octombrie 2019                    |
| Afganistan                               | Miniștri ai afacerilor externe (succesivi)                                                                                      | Salahuddin Rabbani                                                                             | 1 februarie 2015                     |
| Africa de Sud                            | Miniștri ai relațiilor internaționale și cooperării (succesivi)                                                                 | Naledi Pandor                                                                                  | 29 mai 2019                          |
| Africa de Sud                            | Miniștri ai relațiilor internaționale și cooperării (succesivi)                                                                 | Lindiwe Sisulu                                                                                 | 26 februarie 2018                    |
| Albania                                  | Miniștri ai afacerilor externe și europene (succesivi)                                                                          | Edi Rama (prim ministru)                                                                       | 22 ianuarie 2019                     |
| Albania                                  | Miniștri ai afacerilor externe și europene (succesivi)                                                                          | Ditmir Bushati                                                                                 | 16 septembrie 2013                   |
| Albania                                  | Ministru adjunct al afacerilor externe și europene cu responsibilitate de ministru interimar                                    | Gent Cakaj                                                                                     | 23 ianuarie 2019                     |
| Algeria                                  | Miniștri ai afacerilor externe și cooperării Internaționale (succesivi)                                                         | Sabri Boukadoum (prim-ministru interimar)                                                      | 2 aprile 2019                        |
| Algeria                                  | Miniștri ai afacerilor externe și cooperării Internaționale (succesivi)                                                         | Ramtane Lamamra                                                                                | 12 martie 2019                       |
| Algeria                                  | Miniștri ai afacerilor externe și cooperării Internaționale (succesivi)                                                         | Abdelkader Messahel                                                                            | 25 mai 2017                          |
| Andorra                                  | Ministru al afacerilor externe                                                                                                  | Maria Ubach Font                                                                               | 17 iulie 2017                        |
| Angola                                   | Ministru al relațiilor externe                                                                                                  | Manuel Domingos Augusto                                                                        | 28 septemberie 2017                  |
| Antigua și Barbuda                       | Ministru al afacerilor externe                                                                                                  | E.P. Chet Greene                                                                               | 22 martie 2018                       |
| Arabia Saudită                           | Miniștri ai afacerilor externe (succesivi)                                                                                      | Faisal bin Farhan Al Saud                                                                      | 29 octombrie 2019                    |
| Arabia Saudită                           | Miniștri ai afacerilor externe (succesivi)                                                                                      | Ibrahim Abdulaziz Al-Assaf                                                                     | 27 decembreie 2018                   |
| Argentina                                | Miniștri ai afacerilor externe (succesivi)                                                                                      | Felipe Solá                                                                                    | 10 decembrie 2019                    |
| Argentina                                | Miniștri ai afacerilor externe (succesivi)                                                                                      | Jorge Faurie                                                                                   | 12 iulie 2017                        |
| Armenia                                  | Ministru al afacerilor externe                                                                                                  | Zohrab Mnatsakanian                                                                            | 12 mai 2018                          |
| Australia                                | Ministru pentru afacerile externe                                                                                               | Marise Payne                                                                                   | 28 august 2018                       |
| Austria                                  | Miniștri federali pentru afacerile externe și integrarea europeană (succesivi)                                                  | Alexander Schallenberg                                                                         | 3 iunie 2019                         |
| Austria                                  | Miniștri federali pentru afacerile externe și integrarea europeană (succesivi)                                                  | Karin Kneissl                                                                                  | 17 decembrie 2017                    |
| Azerbaidjan · (vezi și: § 3 )            | Ministru al afacerilor externe                                                                                                  | Elmar Mammadyarov                                                                              | 7 aprilie 2004                       |
| Bahamas                                  | Ministru al afacerilor externe și imigrației                                                                                    | Darren Henfield                                                                                | 15 mai 2017                          |
| Bahrain                                  | Ministru al afacerilor externe                                                                                                  | șeic Khalid ibn Ahmad Al Khalifah                                                              | 26 septembrie 2006                   |
| Bangladesh                               | Miniștri ai afacerilor externe (succesivi)                                                                                      | Abulkalam Abdul Momen                                                                          | 6 ianuarie 2019                      |
| Bangladesh                               | Miniștri ai afacerilor externe (succesivi)                                                                                      | Abul Hassan Mahmud Ali                                                                         | 20 februarie 2014                    |
| Barbados                                 | Ministru al afacerilor externe                                                                                                  | Jerome Walcott                                                                                 | 27 mai 2018                          |
| Belarus                                  | Ministru al afacerilor externe                                                                                                  | Vladimir Makei                                                                                 | 20 august 2012                       |
| Belgia · (vezi și : § 11)                | Miniștri ai afacerilor externe și europene (succesivi)                                                                          | Philippe Goffin                                                                                | 30 noiembrie 2019                    |
| Belgia · (vezi și : § 11)                | Miniștri ai afacerilor externe și europene (succesivi)                                                                          | Didier Reynders                                                                                | 6 decembrie 2011                     |
| Belize                                   | Ministru al afacerilor externe                                                                                                  | Wilfred Elrington                                                                              | 12 februarie 2008                    |
| Benin                                    | Ministru al afacerilor externe, integrării africane, francofoniei și beninezilor din străinătate                                | Aurélien Agbénonci                                                                             | 6 aprilie 2016                       |
| Bhutan                                   | Ministru al afacerilor externe                                                                                                  | Tandi Dorji                                                                                    | 7 noiembrie 2018                     |
| Birmania                                 | Ministru al afacerilor externe                                                                                                  | Aung San Suu Kyi (consilier de stat – prim-ministru)                                           | 30 martie 2016                       |
| Bolivia                                  | Miniștri ai relațiilor externe (succesivi)                                                                                      | Karen Longaric                                                                                 | 23 noiembrie 2019                    |
| Bolivia                                  | Miniștri ai relațiilor externe (succesivi)                                                                                      | funcție vacantă                                                                                | 12 noiembrie 2019                    |
| Bolivia                                  | Miniștri ai relațiilor externe (succesivi)                                                                                      | Diego Pary                                                                                     | 7 septembrie 2018                    |
| Bosnia și Herzegovina                    | Miniștri ai afacerilor externe (succesivi)                                                                                      | Bisera Turković                                                                                | 23 decembrie 2019                    |
| Bosnia și Herzegovina                    | Miniștri ai afacerilor externe (succesivi)                                                                                      | Igor Crnadak                                                                                   | 31 martie 2015                       |
| Botswana                                 | Ministru al afacerilor internaționale și cooperării internaționale                                                              | Unity Dow                                                                                      | 20 iunie 2018                        |
| Brazilia                                 | Ministru al relațiilor externe                                                                                                  | Ernesto Araújo                                                                                 | 1 ianuarie 2019                      |
| Brunei                                   | Ministru al afacerilor externe                                                                                                  | Hassanal Bolkiah (sultan și prim-ministru)                                                     | 22 octombrie 2015                    |
| Brunei                                   | Ministru secund al afacerilor externe                                                                                           | Erywan Yusof                                                                                   | 31 ianuarie 2018                     |
| Bulgaria                                 | Ministru al afacerilor externe                                                                                                  | Ekaterina Zakharieva                                                                           | 4 mai 2017                           |
| Burkina Faso                             | Ministru al afacerilor externe, cooperării și burkinezilor din străinătate                                                      | Alpha Barry                                                                                    | 13 ianuarie 2016                     |
| Burundi                                  | Ministru al relațiilor externe și cooperării internaționale                                                                     | Ezéchiel Nibigira                                                                              | 19 aprilie 2018                      |
| Cambodgia                                | Ministru al Afacerilor Externe și Cooperării Internaționale                                                                     | Prak Sokhon                                                                                    | 4 aprilie 2016                       |
| Camerun                                  | Ministru al relațiilor externe                                                                                                  | Lejeune Mbella Mbella                                                                          | 2 octombrie 2015                     |
| Canada · (vezi și : § 11)                | Miniștri ai afacerilor externe (succesivi)                                                                                      | François-Philippe Champagne                                                                    | 20 noiembrie 2019                    |
| Canada · (vezi și : § 11)                | Miniștri ai afacerilor externe (succesivi)                                                                                      | Chrystia Freeland                                                                              | 10 ianuarie 2017                     |
| Capul Verde                              | Ministru al afacerilor externe                                                                                                  | Luís Felipe Tavares                                                                            | 22 aprilie 2016                      |
| Cehia                                    | Ministru al afacerilor externe                                                                                                  | Tomáš Petříček                                                                                 | 16 octombrie 2018                    |
| Centrafricană, Republica                 | Ministru al afacerilor externe, integrării africane, francofoniei și centrafricanilor din străinătate                           | Sylvie Baïpo-Temon                                                                             | 14 decembrie 2018                    |
| Chile                                    | Miniștri ai afacerilor externe (succesivi)                                                                                      | Teodoro Ribera                                                                                 | 13 iunie 2019                        |
| Chile                                    | Miniștri ai afacerilor externe (succesivi)                                                                                      | Roberto Ampuero                                                                                | 11 martie 2018                       |
| China (vezi și : § 2, și § 10)           | Ministru al afacerilor externe                                                                                                  | Wang Yi                                                                                        | 16 martie 2013                       |
| Ciad                                     | Ministru al afacerilor externe, integrării africane și cooperării internaționale                                                | Chérif Mahamat Zène                                                                            | 24 decembrie 2017                    |
| Cipru · (vezi și : § 2)                  | Ministru al afacerilor extene                                                                                                   | Nikos Christodoulidis                                                                          | 1 martie 2018                        |
| Coasta de Fildeș                         | Ministru al afacerilor externe                                                                                                  | Marcel Amon Tanoh                                                                              | 25 noiembrie 2016                    |
| Columbia                                 | Miniștri ai relațiilor externe (succesivi)                                                                                      | Claudia Blum                                                                                   | 27 noiembrie 2019                    |
| Columbia                                 | Miniștri ai relațiilor externe (succesivi)                                                                                      | Adriana Mejía (interimară)                                                                     | 12 noiembrie 2019                    |
| Columbia                                 | Miniștri ai relațiilor externe (succesivi)                                                                                      | Carlos Holmes Trujillo                                                                         | 1 august 2018                        |
| Comore                                   | Ministru al relațiilor externe, cooperării internaționale și comorienilor din străinătate                                       | Souef Mohamed El-Amine                                                                         | 17 iulie 2017                        |
| Congo, Republica                         | Ministru al afacerilor externe, cooperării și congolezilor din străinătate                                                      | Jean-Claude Gakosso                                                                            | 10 august 2015                       |
| Congo, Republica Democrată               | Miniștri ai afacerilor externe și integrării regionale (succesivi)                                                              | Marie Tumba Nzeza                                                                              | 7 septembrie 2019                    |
| Congo, Republica Democrată               | Miniștri ai afacerilor externe și integrării regionale (succesivi)                                                              | Franck Mwe di Malila (interimar)                                                               | 20 aprilie 2019                      |
| Congo, Republica Democrată               | Miniștri ai afacerilor externe și integrării regionale (succesivi)                                                              | Alexis Thambwe Mwamba (interimar)                                                              | 5 martie 2019                        |
| Congo, Republica Democrată               | Miniștri ai afacerilor externe și integrării regionale (succesivi)                                                              | Léonard She Okitundu                                                                           | 20 decembrie 2016                    |
| Coreea, Republica                        | Ministru al afacerikor externe                                                                                                  | Kang Kyung-wha                                                                                 | 17 iunie 2017                        |
| Coreeană, R.P.D.                         | Ministru al afacerilor externe                                                                                                  | Ri Yong-ho                                                                                     | 9 mai 2016                           |
| Costa Rica                               | Miniștri ai relațiilor externe (succesivi)                                                                                      | Manuel Ventura                                                                                 | 8 ianuarie 2019                      |
| Costa Rica                               | Miniștri ai relațiilor externe (succesivi)                                                                                      | Lorena Aguilar Revelo (interimară)                                                             | 11 dcembrie 2018                     |
| Croația                                  | Miniștri ai afacerilor externe și europene (succesivi)                                                                          | Gordan Grlić Radman                                                                            | 19 iulie 2019                        |
| Croația                                  | Miniștri ai afacerilor externe și europene (succesivi)                                                                          | Marija Pejčinović Burić                                                                        | 19 iunie 2017                        |
| Cuba                                     | Ministru al relațiilor externe                                                                                                  | Bruno Rodríguez Parrilla                                                                       | 2 martie 2009                        |
| Danemarca · (vezi și : § 9)              | Miniștri pentru afacerile externe (succesivi)                                                                                   | Jeppe Kofod                                                                                    | 27 iunie 2019                        |
| Danemarca · (vezi și : § 9)              | Miniștri pentru afacerile externe (succesivi)                                                                                   | Anders Samuelsen                                                                               | 28 noiembrie 2016                    |
| Djibouti                                 | Ministru al afacerilor externe și cooperării internaționale                                                                     | Mahamoud Ali Youssouf                                                                          | 22 mai 2005                          |
| Dominica                                 | Ministru al afacerilor externe și ale CARICOM (succesivi)                                                                       | Kenneth Darroux                                                                                | 17 decembrie 2019                    |
| Dominica                                 | Ministru al afacerilor externe și ale CARICOM (succesivi)                                                                       | Francine Baron                                                                                 | 13 decembrie 2014                    |
| Dominicană, Republica                    | Ministru al afacerilor externe                                                                                                  | Miguel Vargas Maldonado                                                                        | 16 august 2016                       |
| Ecuador                                  | Ministru al relațiilor externe și integrării                                                                                    | José Valencia Amores                                                                           | 12 iunie 2018                        |
| Egipt                                    | Ministru al afacerilor externe                                                                                                  | Sameh Shoukry                                                                                  | 17 iunie 2014                        |
| El Salvador                              | Miniștri ai relațiilor externe (succesivi)                                                                                      | Alexandra Hill Tinoco                                                                          | 1 iunie 2019                         |
| El Salvador                              | Miniștri ai relațiilor externe (succesivi)                                                                                      | Carlos Castaneda                                                                               | 24 mai 2018                          |
| Elveția                                  | Șeful Departamentului Federal al Afacerilor Externe                                                                             | Ignazio Cassis                                                                                 | 1 noiembrie 2017                     |
| Emiratele Arabe Unite                    | Ministru al afacerilor externe                                                                                                  | Abdullah bin Zayed Al Nahyan                                                                   | 9 februarie 2006                     |
| Eritreea                                 | Ministru al afacerilor externe                                                                                                  | Osman Saleh Mohammed                                                                           | 16 aprilie 2007                      |
| Estonia · (vezi și : §10)                | Miniștri ai afacerilor externe (succesivi)                                                                                      | Urmas Reinsalu                                                                                 | 25 aprilie 2019                      |
| Estonia · (vezi și : §10)                | Miniștri ai afacerilor externe (succesivi)                                                                                      | Sven Mikser                                                                                    | 23 noiembrie 2016                    |
| Eswatini                                 | Ministru al afacerilor externe și cooperării internaționale                                                                     | Thuli Dladla                                                                                   | 2 noiembrie 2018                     |
| Etiopia                                  | Miniștri ai afacerilor externe (succesivi)                                                                                      | Gedu Andargachew                                                                               | 18 aprilie 2019                      |
| Etiopia                                  | Miniștri ai afacerilor externe (succesivi)                                                                                      | Workneh Gebeyehu                                                                               | 1 noiembrie 2016                     |
| Fiji                                     | Miniștri pentru afacerile externe (succesivi)                                                                                   | Inia Seruiratu                                                                                 | 28 ianuarie 2019                     |
| Fiji                                     | Miniștri pentru afacerile externe (succesivi)                                                                                   | Frank Bainimarama (prim-ministru)                                                              | 9 septembrieie 2016                  |
| Filipine                                 | Secretar al afacerilor externe                                                                                                  | Teodoro Locsin Jr.                                                                             | 17 octombrie 2018                    |
| Finlanda                                 | Miniștri ai afacerilor externe (succesivi)                                                                                      | Pekka Haavistoi                                                                                | 6 iunie 2019                         |
| Finlanda                                 | Miniștri ai afacerilor externe (succesivi)                                                                                      | Timo Soini                                                                                     | 29 mai 2015                          |
| Franța (vezi și : § 7)                   | Ministru al Europei și al Afacerilor Externe                                                                                    | Jean-Yves Le Drian                                                                             | 17 mai 2017                          |
| Gabon                                    | Miniștri ai afacerilor externe, cooperării internaționale și francofoniei, însărcinați cu gabonezii din străinătate (succesivi) | Alain Claude Bilie-By-Nze                                                                      | 10 iunie 2019                        |
| Gabon                                    | Miniștri ai afacerilor externe, cooperării internaționale și francofoniei, însărcinați cu gabonezii din străinătate (succesivi) | Abdu Razzaq Guy Kambogo                                                                        | 15 iahuarie 2019                     |
| Gabon                                    | Miniștri ai afacerilor externe, cooperării internaționale și francofoniei, însărcinați cu gabonezii din străinătate (succesivi) | Régis Immongault Tatangani                                                                     | 7 mai 2018                           |
| Gambia                                   | Ministru al afacerilor externe                                                                                                  | Mamadou Tangara                                                                                | 29 iunie 2018                        |
| Georgia · (vezi și: § 2,)                | Ministru al afacerilor externe                                                                                                  | Davit Zalkaliani                                                                               | 20 iunie 2018                        |
| Germania                                 | Ministru al afacerilor externe                                                                                                  | Heiko Maas                                                                                     | 14 martie 2018                       |
| Ghana                                    | Ministru al afacerilor externe și integrării regionale                                                                          | Shirley Ayorkor Botchway                                                                       | 28 ianuarie 2017                     |
| Grecia                                   | Miniștri ai afacerilor externe (succesivi)                                                                                      | Nikos Dendias                                                                                  | 9 iulie 2019                         |
| Grecia                                   | Miniștri ai afacerilor externe (succesivi)                                                                                      | Georgios Katrougalos                                                                           | 18 februarie 2019                    |
| Grecia                                   | Miniștri ai afacerilor externe (succesivi)                                                                                      | Aléxis Tsípras (prim-ministru)                                                                 | 17 octombrie 2018                    |
| Grenada                                  | Ministru al afacerilor externe                                                                                                  | Peter David                                                                                    | 25 martie 2018                       |
| Guatemala                                | Ministru al relațiilor externe                                                                                                  | Sandra Jovel                                                                                   | 27 august 2017                       |
| Guineea                                  | Ministru al afacerilor externe și guineezilor din străinătate                                                                   | Mamadi Touré                                                                                   | 22 august 2017                       |
| Guineea-Bissau                           | Miniștri ai afacerilor externe și cooperării internaționale (succesivi)                                                         | Aristides Ocante da Silva (corevendicator din 31 octombrie 2019 până în 8 noiembrie 2019)      | 31 octombrie 2019 – 8 noiembrie 2019 |
| Guineea-Bissau                           | Miniștri ai afacerilor externe și cooperării internaționale (succesivi)                                                         | Suzi Barbosa (corevendicatoare din 31 octombrie 2019 până în 8 noiembrie 2019)                 | 4 iulie 2019                         |
| Guineea-Bissau                           | Miniștri ai afacerilor externe și cooperării internaționale (succesivi)                                                         | João Ribeiro Butiam Có                                                                         | 25 aprilie 2018                      |
| Guineea Ecuatorială                      | Ministru al afacerilor extene și cooperării internaționale                                                                      | Simeón Oyono Esono Angue                                                                       | 6 februarie 2018                     |
| Guyana                                   | Miniștri ai afacerilor externe (succesivi)                                                                                      | Karen Cummings                                                                                 | 2 mai 2019                           |
| Guyana                                   | Miniștri ai afacerilor externe (succesivi)                                                                                      | funcție vacantă                                                                                | 25 aprilie 2019                      |
| Guyana                                   | Miniștri ai afacerilor externe (succesivi)                                                                                      | Carl Greenidge                                                                                 | 19 mai 2015                          |
| Haiti                                    | Ministru al afacerilor externe                                                                                                  | Bocchit Edmond                                                                                 | 17 septembrie 2018                   |
| Honduras                                 | Miniștri ai relațiilor externe (succesivi)                                                                                      | Lisandro Rosales                                                                               | 23 iulie 2019                        |
| Honduras                                 | Miniștri ai relațiilor externe (succesivi)                                                                                      | María Dolores Agüero                                                                           | 18 aprilie 2016                      |
| India                                    | Miniștri ai afacerilor externe (succesivi)                                                                                      | Subrahmanyam Jaishankar                                                                        | 31 mai 2019                          |
| India                                    | Miniștri ai afacerilor externe (succesivi)                                                                                      | Sushma Swaraj                                                                                  | 27 mai 2014                          |
| Indonezia                                | Ministru al afacerilor externe                                                                                                  | Retno Marsudi                                                                                  | 27 octombrie 2014                    |
| Iordania                                 | Ministru al afacerilor externe și al expatriaților                                                                              | Ayman Safadi                                                                                   | 15 ianuarie 2017                     |
| Irak · (vezi și : § 9)                   | Ministru al afacerilor externe                                                                                                  | Mohamed Ali al-Hakim                                                                           | 25 octombrie 2018                    |
| Iran                                     | Ministru al afacerilor externe                                                                                                  | Mohammad Javad Zarif                                                                           | 15 august 2013                       |
| Irlanda                                  | Ministru pentru afacerile externe                                                                                               | Simon Coveney                                                                                  | 14 iunie 2017                        |
| Islanda                                  | Ministru pentru afacerile externe                                                                                               | Guðlaugur Þór Þórðarson                                                                        | 11 ianuarie 2017                     |
| Israel · (vezi și : § 2)                 | Miniștri ai afacerilor externe (succesivi)                                                                                      | Yisrael Katz                                                                                   | 17 februarie 2019                    |
| Israel · (vezi și : § 2)                 | Miniștri ai afacerilor externe (succesivi)                                                                                      | Beniamin Netaniahu (prim-ministru)                                                             | 14 mai 2015                          |
| Italia                                   | Miniștri ai afacerilor externe (succesivi)                                                                                      | Luigi Di Maio                                                                                  | 5 septembrie 2019                    |
| Italia                                   | Miniștri ai afacerilor externe (succesivi)                                                                                      | Enzo Moavero Milanesi                                                                          | 1 iunie 2018                         |
| Jamaica                                  | Ministru al afacerilor externe                                                                                                  | Kamina Johnson Smith                                                                           | 7 martie 2016                        |
| Japonia                                  | Miniștri ai afacerilor externe (succesivi)                                                                                      | Toshimitsu Motegi                                                                              | 11 septembrie 2019                   |
| Japonia                                  | Miniștri ai afacerilor externe (succesivi)                                                                                      | Tarō Kōno                                                                                      | 3 august 2017                        |
| Kazahstan                                | Miniștri ai afacerilor externe (succesivi)                                                                                      | Mukhtar Tleuberdi                                                                              | 19 septembrie 2019                   |
| Kazahstan                                | Miniștri ai afacerilor externe (succesivi)                                                                                      | Beybut Atamkulov                                                                               | 26 decembrie 2018                    |
| Kârgâzstan                               | Ministru al afacerilor externe                                                                                                  | Chingiz Aidarbekov                                                                             | 20 octombrie 2018                    |
| Kenya                                    | Secretar aI Cabinetului pentru afacerile externe                                                                                | Monica Juma                                                                                    | 16 februarie 2018                    |
| Kiribati                                 | Ministru pentru afacerile externe și imigrare                                                                                   | Taneti Maamau (președinte)                                                                     | 11 martie 2016                       |
| Kuweit                                   | Miniștri ai afacerilor externe (succesivi)                                                                                      | șeic Ahmad Nasser Al Muhammad Al Sabah                                                         | 17 decembrie 2019                    |
| Kuweit                                   | Miniștri ai afacerilor externe (succesivi)                                                                                      | funcție vacantă                                                                                | 19 noiembrie 2019                    |
| Kuweit                                   | Miniștri ai afacerilor externe (succesivi)                                                                                      | șeic Sabah Al-Khalid Al-Sabah                                                                  | 23 octombrie 2011                    |
| Laos                                     | Ministru al afacerilor externe                                                                                                  | Saleumxay Kommasith                                                                            | 19 aprilie 2016                      |
| Lesotho                                  | Ministru al afacerilor externe și relațiilor internaționale                                                                     | Lesego Makgothi                                                                                | 23 iunie 2017                        |
| Letonia                                  | Ministru al afacerilor externe                                                                                                  | Edgars Rinkēvičs                                                                               | 25 octombrie 2011                    |
| Liban                                    | Ministru al afacerilor externe și emigranților                                                                                  | Gebran Bassil                                                                                  | 15 februarie 2014                    |
| Liberia                                  | Ministru al afacerilor externe                                                                                                  | Gbehzohngar Findley                                                                            | 24 ianuarie 2018                     |
| Libia · (vezi și : § 10)                 | Ministru al afacerilor externe și cooperătii internaționale                                                                     | Mohamed Taha Siala , (Guvernul Acordului Național) (corevendicator începând cu 12 martie 2016) | 12 martie 2016                       |
| Liechtenstein                            | Miniștri ai afacerilor externe (succesivi)                                                                                      | Katrin Eggenberger                                                                             | 11 noiembrie 2019                    |
| Liechtenstein                            | Miniștri ai afacerilor externe (succesivi)                                                                                      | Mauro Pedrazzini (interimar)                                                                   | 2 iulie 2019                         |
| Liechtenstein                            | Miniștri ai afacerilor externe (succesivi)                                                                                      | Aurelia Frick                                                                                  | 25 martie 2009                       |
| Lituania                                 | Ministru al afacerilor externe                                                                                                  | Linas Antanas Linkevičius                                                                      | 13 decembrie 2012                    |
| Luxemburg                                | Ministru al afacerilor externe și Imgrării                                                                                      | Jean Asselborn                                                                                 | 31 iulie 2004                        |
| Macedonia                                | redenumitǎ Macedonia de Nord |                                                                                                | 12 februarie 2019                    |
| Macedonia                                | Ministru al afacerilor externe                                                                                                  | Nikola Dimitrov ,                                                                              | 31 mai 2017                          |
| Macedonia de Nord                        | Ministru al afacerilor externe                                                                                                  | Nikola Dimitrov ,                                                                              | 31 mai 2017                          |
| Madagascar                               | Miniștri ai afacerilor externe (succesivi)                                                                                      | Naina Andriantsitohaina                                                                        | 24 ianuarie 2019                     |
| Madagascar                               | Miniștri ai afacerilor externe (succesivi)                                                                                      | Eloi Maxime Alphonse                                                                           | 11 iunie 2018                        |
| Malaezia                                 | Ministru al afacerilor externe                                                                                                  | Saifuddin Abdullah                                                                             | 2 iulie 2018                         |
| Malawi                                   | Miniștri ai afacerilor externe și cooperării internaționale (succesivi)                                                         | Francis Kasaila                                                                                | 19 iunie 2019.                       |
| Malawi                                   | Miniștri ai afacerilor externe și cooperării internaționale (succesivi)                                                         | Peter Mutharika (președinte)                                                                   | 15 mai 2019                          |
| Malawi                                   | Miniștri ai afacerilor externe și cooperării internaționale (succesivi)                                                         | Emmanuel Fabiano                                                                               | 17 iulie 2017                        |
| Maldive                                  | Ministru al afacerilor externe și coperării internaționale                                                                      | Abdulla Shahid                                                                                 | 17 noiembrie 2018                    |
| Mali                                     | Miniștri ai afacerilor externe, cooperării internaționale și integrării (succesivi)                                             | Tiébilé Dramé                                                                                  | 5 mai 2019                           |
| Mali                                     | Miniștri ai afacerilor externe, cooperării internaționale și integrării (succesivi)                                             | Kamissa Camara                                                                                 | 9 septembrie 2018                    |
| Malta                                    | Ministru al afacerilor externe                                                                                                  | Carmelo Abela                                                                                  | 6 iunie 2017                         |
| Maroc · (vezi și : § 2)                  | Ministru al afacerilor externe și cooperării                                                                                    | Nasser Bourita                                                                                 | 5 aprilie 2017                       |
| Marshall, Insulele                       | Ministru al afacerilor externe                                                                                                  | John Silk                                                                                      | 1 februarie 2016                     |
| Mauritania                               | Ministru al afacerilor externe și cooperării                                                                                    | Ismail Ould Cheikh Ahmed                                                                       | 11 iunie 2018                        |
| Mauritius                                | Miniștri ai afacerilor externe și integrării regionale (succesivi)                                                              | Nando Bodha                                                                                    | 22 martie 2019                       |
| Mauritius                                | Miniștri ai afacerilor externe și integrării regionale (succesivi)                                                              | Vishnu Lutchmeenaraidoo                                                                        | 14 martie 2016                       |
| Mexic                                    | Secretar al relațiilor externe                                                                                                  | Marcelo Ebrard                                                                                 | 1 decembrie 2018                     |
| Micronezia                               | Secretari ai afacerilor externe (succesivi)                                                                                     | Kandhi Elieisar                                                                                | 4 decembrie 2019                     |
| Micronezia                               | Secretari ai afacerilor externe (succesivi)                                                                                     | Lorin S. Robert                                                                                | 29 iunie 2007                        |
| Moldova, Republica (vezi și: § 3 și § 9) | Miniștri ai afacerilor externe și integrării europene (succesivi)                                                               | Aureliu Ciocoi                                                                                 | 14 noiembrie 2019                    |
| Moldova, Republica (vezi și: § 3 și § 9) | Miniștri ai afacerilor externe și integrării europene (succesivi)                                                               | Nicolae Popescu (corevendicator din 8 iunie 2019 până în 14 iunie 2019)                        | 8 iunie 2019 – 14 iunie 2019         |
| Moldova, Republica (vezi și: § 3 și § 9) | Miniștri ai afacerilor externe și integrării europene (succesivi)                                                               | Tudor Ulianovschi (corevendicator 8 iunie 2019 până în 14 iunie 2019)                          | 10 ianuarie 2018                     |
| Monaco                                   | Miniștri ai relaților externe și cooperării (succesivi)                                                                         | Laurent Anselmi                                                                                | 21 octombrie 2019                    |
| Monaco                                   | Miniștri ai relaților externe și cooperării (succesivi)                                                                         | Gilles Tonelli                                                                                 | 22 februarie 2015                    |
| Mongolia                                 | Ministru al relațiilor externe                                                                                                  | Damdin Tsogtbaatar                                                                             | 20 octombrie 2017                    |
| Mozambic                                 | Ministru al afacerilor externe și cooperării                                                                                    | José Condungua Pacheco                                                                         | 12 decembrie 2017                    |
| Muntenegru                               | Ministru al afacerilor externe și integrării europene                                                                           | Srđan Darmanović                                                                               | 28 noiembrie 2016                    |
| Namibia                                  | Ministru al relațiilor internaționale și cooperării                                                                             | Netumbo Nandi-Ndaitwah                                                                         | 4 decembrie 2012                     |
| Nauru                                    | Miniștri pentru afacerile externe (succesivi)                                                                                   | Lionel Aingimea (președinte)                                                                   | 28 august 2019                       |
| Nauru                                    | Miniștri pentru afacerile externe (succesivi)                                                                                   | Baron Waqa (președinte)                                                                        | 13 iunie 2013                        |
| Nepal                                    | Ministru al afacerilor externe                                                                                                  | Pradeep Gyawali                                                                                | 14 martie 2018                       |
| Nicaragua                                | Ministru al relațiilor externe                                                                                                  | Denis Moncada                                                                                  | 16 ianuarie 2017                     |
| Niger                                    | Ministru al afacerilor externe, cooperării, integrării africane și nigerenilor din străinătate                                  | Kalla Ankourao                                                                                 | 11 aprilie 2018                      |
| Nigeria                                  | Ministru al afacerilor externe                                                                                                  | Geoffrey Onyeama                                                                               | 11 noiembrie 2015                    |
| Norvegia                                 | Ministru al afacerilor externe                                                                                                  | Ine Marie Eriksen Søreide                                                                      | 20 octombrie 2017                    |
| Noua Zeelandă · (vezi și : § 8)          | Ministru al afcerilor externe                                                                                                   | Winston Peters                                                                                 | 26 octombrie 2017                    |
| Oman                                     | Ministru al afacerilor externe                                                                                                  | Qaboos bin Said Al Said (sultan și prim-ministru)                                              | 2 ianuarie 1972?                     |
| Oman                                     | Ministru responsabil pentru afacerile externe                                                                                   | Yusuf bin Alawi bin Abdullah                                                                   | 19 decembrie 1997                    |
| Pakistan                                 | Ministru al afacerilor externe                                                                                                  | Shah Mehmood Qureshi                                                                           | 18 august 2018                       |
| Palau                                    | Ministru de stat (pentru afaceri externe)                                                                                       | Faustina K. Rehuher-Marugg                                                                     | 13 iunie 2017                        |
| Panama                                   | Miniștri ai relațiilor externe (succesivi)                                                                                      | Alejandro Ferrer López                                                                         | 1 iulie 2019                         |
| Panama                                   | Miniștri ai relațiilor externe (succesivi)                                                                                      | Isabel Saint Malo                                                                              | 1 iulie 2014                         |
| Papua Noua Guinee                        | Miniștri pentru afacerile externe și imigrare (succesivi)                                                                       | Patrick Pruaitch                                                                               | 7 noiembrie 2019                     |
| Papua Noua Guinee                        | Miniștri pentru afacerile externe și imigrare (succesivi)                                                                       | Soroi Eoe                                                                                      | 7 iunie 2019                         |
| Papua Noua Guinee                        | Miniștri pentru afacerile externe și imigrare (succesivi)                                                                       | Solan Mirisim (interimar)                                                                      | 11 mai 2019                          |
| Papua Noua Guinee                        | Miniștri pentru afacerile externe și imigrare (succesivi)                                                                       | Rimbink Pato                                                                                   | 9 august 2012                        |
| Paraguay                                 | Miniștri ai relațiilor externe (succesivi)                                                                                      | Antonio Rivas Palacios                                                                         | 31 iulie 2019                        |
| Paraguay                                 | Miniștri ai relațiilor externe (succesivi)                                                                                      | Luis Castiglioni                                                                               | 15 august 2018                       |
| Peru                                     | Miniștri ai relațiilor externe (succesivi)                                                                                      | Gustavo Meza-Cuadra                                                                            | 3 octombrie 2019                     |
| Peru                                     | Miniștri ai relațiilor externe (succesivi)                                                                                      | Néstor Popolizio                                                                               | 2 februarie 2018                     |
| Polonia                                  | Ministru al afacerilor externe                                                                                                  | Jacek Czaputowicz                                                                              | 9 ianuarie 2018                      |
| Portugalia                               | Miniștru pentru afaceri externe                                                                                                 | Augusto Santos Silva                                                                           | 28 noiembrie 2015                    |
| Qatar                                    | Ministru al afacerilor externe                                                                                                  | șeic Mohammed bin Abdulrahman bin Jassim Al Thani                                              | 27 ianuarie 2016                     |
| Regatul Unit (vezi și : § 6 șî § 11)     | Secretari de stat pentru afacerile externe și ale Commonwealth -ului (succesivi)                                                | Dominic Raab                                                                                   | 24 iulie 2019                        |
| Regatul Unit (vezi și : § 6 șî § 11)     | Secretari de stat pentru afacerile externe și ale Commonwealth -ului (succesivi)                                                | Jeremy Hunt                                                                                    | 9 iulie 2018                         |
| România                                  | Miniștri ai afacerilor externe (succesivi)                                                                                      | Bogdan Aurescu                                                                                 | 24 iulie 2019                        |
| România                                  | Miniștri ai afacerilor externe (succesivi)                                                                                      | Ramona Mănescu                                                                                 | 24 iulie 2019                        |
| România                                  | Miniștri ai afacerilor externe (succesivi)                                                                                      | Teodor Meleșcanu                                                                               | 4 ianuarie 2017                      |
| Rusia                                    | Ministru al afacerilor externe                                                                                                  | Sergey Lavrov                                                                                  | 9 martie 2004                        |
| Rwanda                                   | Miniștri ai afacerilor externe și cooperării regionale (succesivi)                                                              | Vincent Biruta                                                                                 | 4 octombrie 2019                     |
| Rwanda                                   | Miniștri ai afacerilor externe și cooperării regionale (succesivi)                                                              | Richard Sezibera                                                                               | 19 octombrie 2018                    |
| Samoa                                    | Ministru al afacerilor externe                                                                                                  | Tuilaepa Aiono Sailele Malielegaoi (prin ministru)                                             | 23 noiembrie 1998                    |
| San Marino                               | Secretar de stat pentru afacerile externe și politice                                                                           | Nicola Renzi                                                                                   | 27 decembrie 2016                    |
| São Tomé și Príncipe                     | Ministru al afacerilor externe                                                                                                  | Elsa Teixeira Pinto                                                                            | 3 decembrie 2018                     |
| Senegal                                  | Miniștri ai afacerilor externe și senegalezilor din străinătate (succesivi)                                                     | Amadou Ba                                                                                      | 7 aprilie 2019                       |
| Senegal                                  | Miniștri ai afacerilor externe și senegalezilor din străinătate (succesivi)                                                     | Sidiki Kaba                                                                                    | 7 septembrie 2017                    |
| Serbia · (vezi și : § 2)                 | Ministru al afacerilor externe                                                                                                  | Ivica Dačić                                                                                    | 27 aprilie 2014                      |
| Seychelles                               | Ministru pentru afacerile externe                                                                                               | Vincent Meriton (vicepreședinte)                                                               | 1 ianuarie 2018                      |
| Sfânta Lucia                             | Ministru pentru afacerile externe                                                                                               | Allen Chastanet (prim-ministru)                                                                | 14 iunie 2016                        |
| Sfântul Cristofor și Nevis               | Ministru al afacerilor externe                                                                                                  | Mark Brantley                                                                                  | 22 februarie 2015                    |
| Sfântul Vincențiu și Grenadinele         | Ministru al afacerilor externe                                                                                                  | Louis Straker                                                                                  | 16 decembrie 2015                    |
| Sierra Leone                             | Miniștri ai afacerilor externe și cooperării internaționale (succesivi)                                                         | Nabeela Tunis                                                                                  | 10 mai 2019                          |
| Sierra Leone                             | Miniștri ai afacerilor externe și cooperării internaționale (succesivi)                                                         | Alie Kabba                                                                                     | 24 mai 2018                          |
| Singapore                                | Ministru pentru afacerile externe                                                                                               | Vivian Balakrishnan                                                                            | 1 octombrie 2015                     |
| Siria                                    | Ministru al afacerilor externe și expatriaților                                                                                 | Walid Muallem                                                                                  | 11 februarie 2000                    |
| Slovacia                                 | Ministru al afacerilor externe și europene                                                                                      | Miroslav Lajčák                                                                                | 4 aprilie 2012                       |
| Slovenia                                 | Ministru al afacerilor externe                                                                                                  | Miro Cerar                                                                                     | 13 septembrie 2018                   |
| \| Solomon, Insulele                     | Miniștri ai afacerilor externe (succesivi)                                                                                      | Jeremiah Manele                                                                                | 25 aprilie 2019                      |
| \| Solomon, Insulele                     | Miniștri ai afacerilor externe (succesivi)                                                                                      | Milner Tozaka                                                                                  | 15 decembrie 2014                    |
| Somalia · (vezi și : § 3)                | Ministru al afacerilor externe și cooperării internaționale                                                                     | Ahmed Isse Awad                                                                                | 4 ianuarie 2018                      |
| Spania · (vezi și : § 11)                | Miniștri ai afacerilor externe și cooperării (succesivi)                                                                        | Margarita Robles (interimară)                                                                  | 1 decembrie 2019                     |
| Spania · (vezi și : § 11)                | Miniștri ai afacerilor externe și cooperării (succesivi)                                                                        | Josep Borrell                                                                                  | 6 iunie 2017                         |
| Sri Lanka                                | Miniștri ai afacerilor externe (succesivi)                                                                                      | Dinesh Gunawardena                                                                             | 22 noiembrie 2019                    |
| Sri Lanka                                | Miniștri ai afacerilor externe (succesivi)                                                                                      | Tilak Marapana                                                                                 | 20 dcembrie 2018                     |
| Statele Unite ale Americii               | Secretar de stat | Mike Pompeo                                                                                    | 26 aprilie 2018                      |
| Sudan                                    | Miniștri ai afacerilor externe (succesivi)                                                                                      | Asma Mohamed Abdalla                                                                           | 8 septembrie 2019                    |
| Sudan                                    | Miniștri ai afacerilor externe (succesivi)                                                                                      | al-Dirdiri Mohamed Ahmed                                                                       | 14 mai 2018ș                         |
| Sudanul de Sud                           | Miniștri ai afacerilor externe și cooperării internaționale (succesivi)                                                         | Awut Deng Acuil                                                                                | 19 august 2019                       |
| Sudanul de Sud                           | Miniștri ai afacerilor externe și cooperării internaționale (succesivi)                                                         | Nhial Deng Nhial                                                                               | 17 iulie 2018                        |
| Suedia                                   | Miniștri pentru afacerile externe (succesivi)                                                                                   | Ann Linde                                                                                      | 10 septembrie 2019                   |
| Suedia                                   | Miniștri pentru afacerile externe (succesivi)                                                                                   | Margot Wallström                                                                               | 3 octombrie 2014                     |
| Surinam                                  | Ministru al afacerilor externe                                                                                                  | Yildiz Pollack-Beighle                                                                         | 1 februarie 2017                     |
| Tadjikistan                              | Ministru al afacerilor externe                                                                                                  | Sirodjidin Aslov                                                                               | 29 noiembrie 2013                    |
| Tanzania                                 | Miniștri pentru afacerile externe, cooperare internațională și integrare regională (succesivi)                                  | Palamagamba Kabudi                                                                             | 4 februarie 2019                     |
| Tanzania                                 | Miniștri pentru afacerile externe, cooperare internațională și integrare regională (succesivi)                                  | Augustine Mahiga                                                                               | 14 decembrie 2015                    |
| Thailanda                                | Ministru al afacerilor externe                                                                                                  | Don Pramudwinai                                                                                | 20 august 2015                       |
| Timorul de Est                           | Ministru al afacerilor externe și cooperării                                                                                    | Dionísio Babo                                                                                  | 22 iunie 2018                        |
| Togo                                     | Ministru al afacerilor externe și cooperării                                                                                    | Robert Dussey                                                                                  | 17 septembrie 2013                   |
| Tonga                                    | Miniștri pentru afacerile externe (succesivi)                                                                                   | Pohiva Tu'i'onetoa (prim-ministru)                                                             | 9 octombrie 2019                     |
| Tonga                                    | Miniștri pentru afacerile externe (succesivi)                                                                                   | Semisi Sika (interimar) (prim-ministru interimar)                                              | 21 ianuarie 2019                     |
| Tonga                                    | Miniștri pentru afacerile externe (succesivi)                                                                                   | ʻAkilisi Pōhiva (prim-ministru)                                                                | 20 ianuarie 2018                     |
| Trinidad și Tobago                       | Ministru al afacerilor externe                                                                                                  | Dennis Moses                                                                                   | 11 septembrie 2015                   |
| Tunisia                                  | Miniștri ai afacerilor externe (succesivi)                                                                                      | Sabri Bachtabji (interimar)                                                                    | 30 octombrie 2019                    |
| Tunisia                                  | Miniștri ai afacerilor externe (succesivi)                                                                                      | Khemaies Jhinaoui                                                                              | 6 ianuarie 2016                      |
| Turcia                                   | Ministru al afacerilor externe                                                                                                  | Mevlüt Çavușoğlu                                                                               | 24 noiembrie 2015                    |
| Turkmenistan                             | Ministru al afacerilor externe                                                                                                  | Rașit Meredow                                                                                  | 7 iulie 2001                         |
| Tuvalu                                   | Miniștri pentru afacerile externe (succesivi)                                                                                   | Simon Kofe                                                                                     | septembrie 2019                      |
| Tuvalu                                   | Miniștri pentru afacerile externe (succesivi)                                                                                   | Taukelina Finikaso                                                                             | 5 august 2013                        |
| Țările de Jos                            | Ministru ai afacerilor externe                                                                                                  | Stef Blok                                                                                      | 7 martie 2018                        |
| Ucraina · (vezi și: § 3)                 | Miniștri ai afacerilor externe (succesivi)                                                                                      | Vadym Prystaiko                                                                                | 29 august 2019                       |
| Ucraina · (vezi și: § 3)                 | Miniștri ai afacerilor externe (succesivi)                                                                                      | Pavlo Klimkin                                                                                  | 19 iulie 2014                        |
| Uganda                                   | Ministru al afacerilor externe                                                                                                  | Sam Kutesa                                                                                     | 13 ianuarie 2005                     |
| Ungaria                                  | Ministru al afacerilor externe                                                                                                  | Péter Szijjártó                                                                                | 23 septembrie 2014                   |
| Uruguay                                  | Ministru al relațiilor externe                                                                                                  | Rodolfo Nin Novoa                                                                              | 1 martie 2015                        |
| Uzbekistan                               | Ministru al afacerilor externe                                                                                                  | Abdulaziz Komilov                                                                              | 13 ianuarie 2012                     |
| Vanuatu                                  | Ministru pentru afacerile externe                                                                                               | Ralph Regenvanu                                                                                | 18 decembrie 2017                    |
| Vatican / Sfântul Scaun                  | Secretar pentru relațiile cu statele                                                                                            | Paul Gallagher (Sfântul Scaun)                                                                 | 8 noiembrie 2014                     |
| Venezuela                                | Ministru al puterii populare pentru afacerile externe                                                                           | Jorge Arreaza                                                                                  | 2 august 2017                        |
| Vietnam                                  | Ministru al afacerilor externe                                                                                                  | Phạm Bình Minh                                                                                 | 3 august 2011                        |
| Yemen · (vezi și : § 10)                 | Miniștri ai afacerilor externe (succesivi)                                                                                      | Mohammed A. Al-Hadhrami , (corevendicator începând cu 10 iunie 2019)                           | 10 iunie 2019                        |
| Yemen · (vezi și : § 10)                 | Miniștri ai afacerilor externe (succesivi)                                                                                      | Khaled al-Yamani (corevendicator din 21 mai 2018 până în 10 iunie 2019)                        | 21 mai 2018                          |
| Zambia                                   | Ministru al afacerilor externe                                                                                                  | Joe Malanji                                                                                    | 8 ianuarie 2018                      |
| Zimbabwe                                 | Ministru al afacerilor externe                                                                                                  | Sibusiso Moyo                                                                                  | 30 noiembrie 2017                    |

## State independente recunoscute parțial
| Statul                          | Separat din                                 | Funcția | Numele                   | Începând cu       |
| ------------------------------- | ------------------------------------------- | --- | ------------------------ | ----------------- |
| Abhazia                         | Georgia                                     | Ministru pentru afacerile externe                                                                               | Daur Kove                | 4 octombrie 2016  |
| Ciprul de Nord                  | Cipru                                       | Ministru al afacerilor externe                                                                                  | Kudret Özersay           | 2 februarie 2018  |
| Kosovo                          | Serbia                                      | Ministru al afacerilor externe                                                                                  | Behgjet Pacolli          | 9 septembrie 2017 |
| Osetia de Sud – Alania          | Georgia                                     | Ministru al afacerilor externe                                                                                  | Dmitry Medoyev           | 25 mai 2017       |
| Statul Palestina (vezi și : §4) | Israel · Autoritatea Națională Palestiniană | Șeful Départementului Relațiilor Internaționale al Comitului Executiv al Organizației de Eliberare a Palestinei | Ziad Abu Amr             | 2 august 2018     |
| Sahara occidentală              | Maroc                                       | Ministru al afacerilor externe                                                                                  | Mohamed Salem Ould Salek | 21 ianuarie 1998  |
| Taiwan                          | China                                       | Ministru al afacerilor externe                                                                                  | Joseph Wu                | 26 februarie 2018 |

## State independente nerecunoscute
| Statul                      | Separat din        | Funcția                                                     | Numele                  | Începând cu        |
| --------------------------- | ------------------ | ----------------------------------------------------------- | ----------------------- | ------------------ |
| Republica Artsakh           | Azerbaidjan        | Ministru al afacerilor externe                              | Masis Mayilyan          | 25 septembre 2017  |
| Donețk, Republica Populară  | Ucraina            | Ministru al afacerilor externe                              | Natalya Nikonorova      | 22 februarie 2016  |
| Lugansk, Republica Populară | Ucraina            | Ministru al afacerilor externe                              | Vladislav Deinevo       | 12 septembrie 2017 |
| Somaliland                  | Somalia            | Ministru al afacerilor externe și cooperării internaționale | Yasin Hagi Mohamud Hiir | 10 noiembrie 2018  |
| Transnistria                | Moldova, Republica | Ministru al afacerilor externe                              | Vitaly Ignatyev         | 14 septembrie 2015 |

## Entități cu statut apropiat de cel de stat
| Entitate                                           | Funcție                                                                                                 | Nume                             | Începând cu       |
| -------------------------------------------------- | --- | -------------------------------- | ----------------- |
| Ordinul de Malta                                   | Mare Cancelar                                                                                           | Albrecht Freiherr von Boeselager | 28 ianuarie 2017  |
| Autoritatea Națională Palestiniană (vezi și : § 2) | Ministru al afacerilor externe                                                                          | Riyad al-Maliki                  | 1 septembrie 2007 |
| Uniunea Europeană                                  | Înalți Reprezentanți ai Unuinii Europene pentru afacerile externe și politica de securitate (succesivi) | Josep Borrell                    | 1 noiembrie 2019  |
| Uniunea Europeană                                  | Înalți Reprezentanți ai Unuinii Europene pentru afacerile externe și politica de securitate (succesivi) | Federica Mogherini               | 1 noiembrie 2014  |

## Teritorii britanice de peste mări și dependențe ale coroanei britanice
| Teritoriu | Suveranitate      | Funcția                                                                 | Numele           | Începând cu       |
| --------- | ----------------- | ----------------------------------------------------------------------- | ---------------- | ----------------- |
| Gibraltar | Marea Britanie    | Ministru pentru acțiune externǎ                                         | Joseph Garcia    | 21 octombrie 2019 |
| Guernsey  | Coroana britanică | Conducător pentru relațiile externe (ministru pentru relațiile externe) | Jonathan Le Tocq | 6 mai 2016        |
| Jersey    | Coroana britanică | Ministru pentru relațiile externe                                       | Ian Gorst        | 7 iunie 2018      |

## Departamente și colectivități de peste mări și teritorii cu statut special franceze
| Teritoriu          | Suveranitate | Funcția                  | Numele         | Începând cu        |
| ------------------ | ------------ | ------------------------ | -------------- | ------------------ |
| Noua Caledonie     | Franța       | Președinte al guvernului | Thierry Santa  | 9 iulie 2019       |
| Polinezia Franceză | Franța       | Președinte               | Édouard Fritch | 12 septembrie 2014 |

## Dependințe și teritorii speciale ale Noii-Zeelande
| Teritoriu      | Suveranitate  | Funcția                                     | Numele                        | Începând cu    |
| -------------- | ------------- | ------------------------------------------- | ----------------------------- | -------------- |
| Cook, Insulele | Noua Zeelandă | Ministru al afacerilor externe și imigrație | Henry Puna (prim-ministru)    | 25 iulie 2013  |
| Niue, Insule   | Noua Zeelandă | Ministru al Agențiilor Centrale             | Toke Tufukia Talagi (premier) | 19 iunie 2008  |
| Tokelau        | Noua Zeelandă | Șefi ai guvernului (succesivi)              | Kerisiano Kalolo              | 12 martie 2019 |
| Tokelau        | Noua Zeelandă | Șefi ai guvernului (succesivi)              | Afega Gaualofa                | 5 martie 2018  |

## Teritorii speciale ale Statelor Unite ale Americii
| Teritoriu  | Suveranitate               | Funcția                       | Numele                      | Începând cu       |
| ---------- | -------------------------- | ----------------------------- | --------------------------- | ----------------- |
| Porto Rico | Statele Unite ale Americii | Secretari de stat (succesivi) | Elmer Román                 | 20 decembrie 2019 |
| Porto Rico | Statele Unite ale Americii | Secretari de stat (succesivi) | María Marcano de León       | 2 august 2019     |
| Porto Rico | Statele Unite ale Americii | Secretari de stat (succesivi) | Pedro Pierluisi (interimar) | 31 iulie 2019     |
| Porto Rico | Statele Unite ale Americii | Secretari de stat (succesivi) | Luis G. Rivera Marín        | 2 ianuarie 2017   |

## Alte teritorii nesuverane
| Teritoriu           | Suveranitate       | Funcția                                              | Numele                | Începând cu        |
| ------------------- | ------------------ | ---------------------------------------------------- | --------------------- | ------------------ |
| Feroe, Insulele     | Danemarca          | Miniștri ai afacerilor externe (succesivi)           | Jenis av Rana         | 16 septembrie 2019 |
| Feroe, Insulele     | Danemarca          | Miniștri ai afacerilor externe (succesivi)           | Poul Michelsen        | 15 septembrie 2015 |
| Găgăuzia            | Moldova, Republica | Șeful Departamentului Relațiilor Externe             | Vitaliy Vlah          | 30 aprilie 2015    |
| Groenlanda          | Danemarca          | Ministru al afacerilor externe                       | Ane Lone Bagger       | 5 octombrie 2018   |
| Kurdistanul Irakian | Irak               | Șefii Departamentului de Relații Externe (succesivi) | Safeen Muhsin Dizayee | iulie 2019         |
| Kurdistanul Irakian | Irak               | Șefii Departamentului de Relații Externe (succesivi) | Falah Mustafa Bakir   | septembrie 2000    |

## Guverne în exil și / sau alterantive
| Entitate                                    | Suveranitate recunoscută internațional                                                                                                  | Funcția                                                        | Numele                                                                                | Începând cu        |
| ------------------------------------------- | --- | -------------------------------------------------------------- | ------------------------------------------------------------------------------------- | ------------------ |
| Guvernul Alternativ al Estoniei             | Estonia · Guvern „în exil” care se consideră succesor al guvernului în exil din timpul ocupației sovietice                              | Ministru al afacerilor externe                                 | Toomas Mathiesen                                                                      | 8 iulie 2019       |
| Guvernul Alternativ al Estoniei             | Estonia · Guvern „în exil” care se consideră succesor al guvernului în exil din timpul ocupației sovietice                              | Ministru al afacerilor externe                                 | funcție vacantă                                                                       | 14 decembrie 2003  |
| Guvernul provizoriu al Libiei               | Libia · (Guvern sub controlui Camerei Reprezentanților din Libia)                                                                       | Miniștri al afacerilor externe (succesivi)                     | Abd al-Hadi al-Hawi , (corevendicator începând cu 28 februarie 2019)                  | 28 februarie 2019  |
| Guvernul provizoriu al Libiei               | Libia · (Guvern sub controlui Camerei Reprezentanților din Libia)                                                                       | Miniștri al afacerilor externe (succesivi)                     | Mohammed al-Dairi , (corevendicator din 28 septembrie 2014 pȃnǎ ȋn 28 februarie 2019) | 28 septembrie 2014 |
| Administrația Centrală Tibetană             | China (Guvern în exil) | Kalon (ministru) al informațiilor și relațiilor internaționale | Lobsang Sangay (președinte al administrației centrale)                                | 28 februarie 2016  |
| Guvernul Salvǎrii Naționale al Yemenului    | Yemen · (Guvern alternativ instituit de Consiliului Politic Suprem instalat de rebelii zaidiști Ansar Allah sau Houthis și aliații lor) | Ministru al afacerilor externe                                 | Hisham Abdullah (corevendicator începând cu 28 noiembrie 2016)                        | 28 noiembrie 2016  |
| Consiliul de Tranziție al Sudului Yemenului | Yemen | Director al DirecTiei Geerale pentru Afaceri Externe           | Mohammed al-Ghaithi                                                                   | 11 mai 2017        |

## Diviziuni administrative autonome
Au fost prezentate doar divixiunile administrative care au în cadrul guvernului local portofoliul de ministru al afacerilor externe sau echivalent
| Diviziune                                          | Aparține de  | Funcția                                                    | Numele                               | Începând cu        |
| -------------------------------------------------- | ------------ | ---------------------------------------------------------- | ------------------------------------ | ------------------ |
| Regiunea Capitalei Bruxelles                       | Belgia       | Secretar de stat pentru afaceri europene și internaționale | Pascal Smet                          | 20 iulie 2019      |
| Regiunea Capitalei Bruxelles                       | Belgia       | Ministru responsabil pentru relațiile externe              | funcție înlocuită                    | 20 iulie 2019      |
| Regiunea Capitalei Bruxelles                       | Belgia       | Ministru responsabil pentru relațiile externe              | Guy Vanhengel                        | 7 mai 2013         |
| Cantabria                                          | Spania       | Consilier pentru acțiune externă                           | Paula Fernández Viaña                | 29 iunie 2019      |
| Catalonia                                          | Spania       | Consilier pentru acțiune externă                           | Alfred Bosch                         | 22 noiembrie 2018  |
| Comunitatea Francezǎ (Federația Valonia-Bruxelles) | Belgia       | Ministru prezident                                         | Pierre-Yves Jeholet                  | 13 septembrie 2019 |
| Flandra                                            | Belgia       | Miniștri pentru politica externă (succesivi)               | Jan Jambon (ministru prezident)      | 2 octombrie 2019   |
| Flandra                                            | Belgia       | Miniștri pentru politica externă (succesivi)               | Ben Weyts                            | 2 iulie 2019       |
| Flandra                                            | Belgia       | Miniștri pentru politica externă (succesivi)               | Geert Bourgeois (ministru prezident) | 25 iulie 2014      |
| Québec                                             | Canada       | Ministru al relațiilor internaționale și francofoniei      | Nadine Girault                       | 18 octombrie 2018  |
| Scoția                                             | Regatul Unit | Secretar al Cabinetului pentru afacerile externe           | Fiona Hyslop                         | 1 decembrie 2000   |
| Valonia                                            | Belgia       | Miniștri prezidenți (succesivi)                            | Elio Di Rupo                         | 13 septembrie 2019 |
| Valonia                                            | Belgia       | Miniștri prezidenți (succesivi)                            | Willy Borsus                         | 28 iulie 2017      |
| Țara Galilor                                       | Regatul Unit | Ministru pentru relațiile internaționale                   | Eluned Morgan baroană Morgan of Ely  | 13 decembrie 2018  |